# Omloop van het Hageland 2019
De 15e editie van de Belgische wielerwedstrijd Omloop van het Hageland werd gehouden op 3 maart 2019. De start en aankomst lagen in Tielt-Winge. Het was de eerste wedstrijd van de Lotto Cycling Cup 2019. De Nederlandse Ellen van Dijk was titelverdedigster. Zij werd opgevolgd door de Italiaanse Europees kampioene Marta Bastianelli.

## Uitslag
| Plaats  | Naam                  | Ploeg                              | Tijd     |
| ------- | --------------------- | ---------------------------------- | -------- |
| Winnaar | Marta Bastianelli     | Team Virtu                         | 3u32'50" |
| 2       | Lotta Lepistö         | Trek-Segafredo                     | z.t.     |
| 3       | Leah Kirchmann        | Team Sunweb                        | z.t      |
| 4       | Roxane Fournier       | Movistar Team                      | z.t      |
| 5       | Gracie Elvin          | Mitchelton-Scott                   | z.t.     |
| 6       | Eugénie Duval         | FDJ Nouvelle-Aquitaine Futuroscope | z.t.     |
| 7       | Floortje Mackaij      | Team Sunweb                        | z.t.     |
| 8       | Sophie De Vuyst       | Parkhotel Valkenburg               | z.t.     |
| 9       | Christina Siggaard    | Team Virtu                         | z.t.     |
| 10      | Natalie van Gogh      | Biehler Pro Cycling                | z.t.     |
| 11      | Demi de Jong          | Lotto Soudal Ladies                | z.t.     |
| 12      | Eri Yonamine          | Alé Cipollini                      | z.t.     |
| 13      | Jeanne Korevaar       | CCC-Liv                            | z.t.     |
| 14      | Aude Biannic          | Movistar Team                      | z.t.     |
| 15      | Stine Anderson Borgli | Keukens Redant Cycling Team        | +05"     |
| 16      | Ellen van Dijk        | Trek-Segafredo                     | +10"     |
| 17      | Valerie Demey         | CCC-Liv                            | +18"     |
| 18      | Lorena Wiebes         | Parkhotel Valkenburg               | +24"     |
| 19      | Daniela Gass          | Equano-Wase Zon Cycling Team       | z.t.     |
| 20      | Sarah Roy             | Mitchelton-Scott                   | z.t.     |

2005 · 2006 · 2007 · 2008 · 2009 · 2010 · 2011 · 2012 · 2013 · 2014 · 2015 · 2016 · 2017 · 2018 · 2019 · 2020 · 2021 · 2022 · 2023 · 2024 · 2025